# Milo Greene
I Milo Greene sono un gruppo musicale statunitense formatosi a Los Angeles nel 2010.

## Storia

### L'album di debutto (2012-2015)
La band ha pubblicato il loro primo album il 17 luglio 2012, intitolato Milo Greene. Il titolo dell'album, così come quello del gruppo, è il nome di un fittizio agente di prenotazione, un personaggio creato dagli stessi membri della band che utilizzavano per poter esercitare i loro primi spettacoli.

### Control (2015-2018)
Il 30 settembre 2014, il gruppo ha annunciato l'imminente uscita del loro nuovo album, intitolato Control, poi rilasciato il 27 gennaio 2015. La band ha descritto l'album molto ottimista e percussivo, sottolineando un allontanamento dai suoni più folk del loro precedente album.

### Adult Contemporary (2018-presente)
Il loro terzo album intitolato Adult Contemporary è stato rilasciato il 7 settembre 2018.

## Formazione

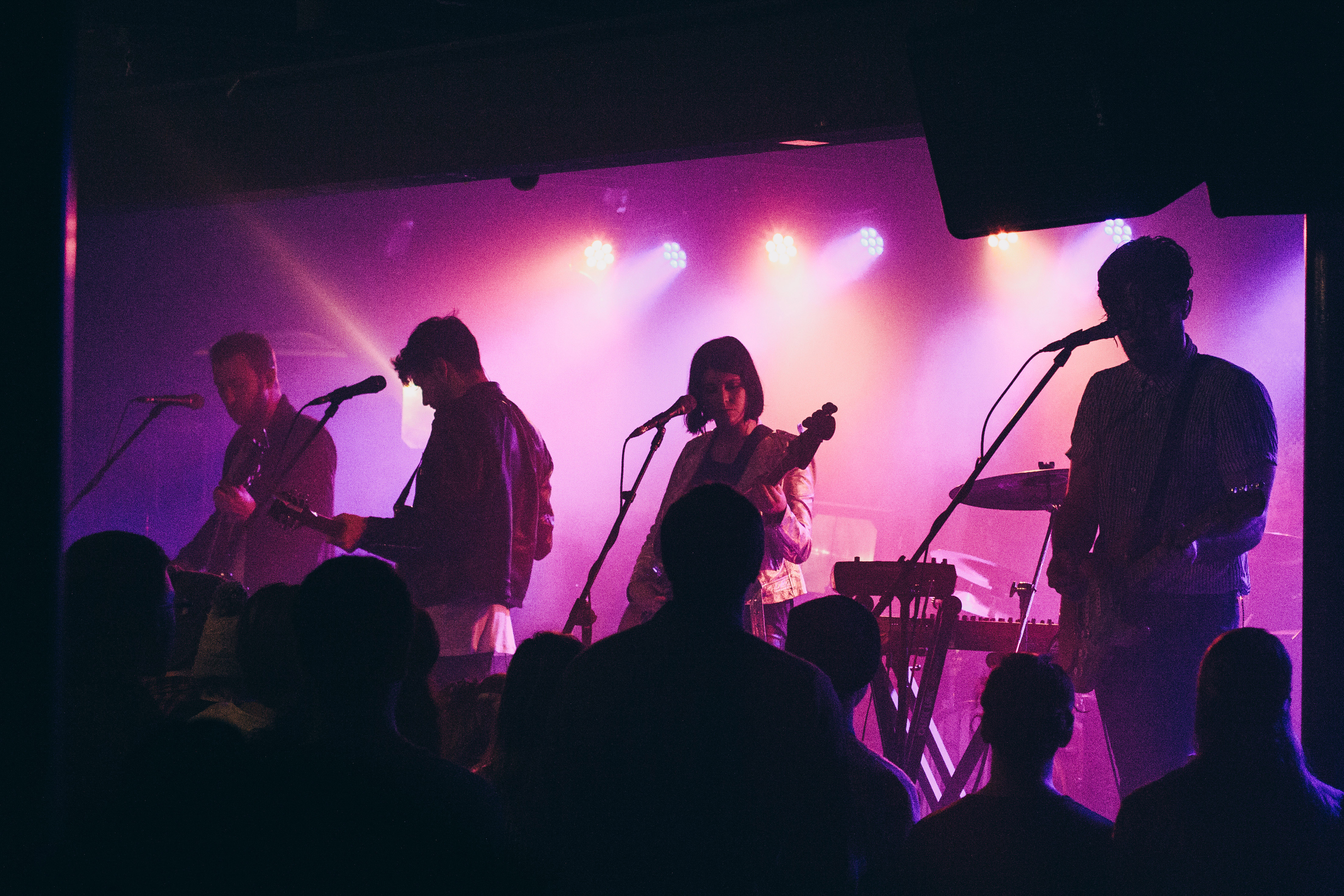
Milo Greene nel 2014

### Formazione attuale
- Robbie Arnett - voce, vari strumenti
- Marlana Sheetz - voce, vari strumenti
- Graham Fink - voce, vari strumenti
- Curtis Marrero - percussioni

### Ex componenti
- Andrew Heringer - voce, chitarra

## Discografia

### Album in studio
- 2012 - Milo Greene
- 2015 - Control
- 2018 - Adult Contemporary

### Singoli
- 2012 - 1957
- 2018 - Move